# Fagopirismo
Se llama fagopirismo a la intoxicación de algunos animales como el carnero producida por la ingestión del trigo sarraceno o alforfón. 
Esta enfermedad ataca generalmente a los rebaños que pastan en los campos sembrados de dicho cereal sobre todo, cuando estas plantas comienzan a desflorar y a granar. Afecta también a los rebaños que consumen la paja del alforfón en la cuadra. La luz solar o difusa, el aire, la pigmentación de la piel parecen tener una influencia predisponnente en la evolución de la enfermedad. El fagopirismo puede aparecer ya sea durante el curso de la alimentación con el alforfón ya de ocho días a un mes después de haber suspendido esta alimentación. 

## Sintomatología
La enfermedad se caracteriza por una tumefacción brusca de las partes del cuerpo desprovistas de lana como son la cara, orejas, garganta, vulva y a veces, toda la piel. Estas partes están calientes, rojas, un poco sensible, con un prurito intenso. A veces, se observan síntomas febriles y signos de embriaguez. Si los enfermos no están al calor de la cuadra aparecen al nivel de las superficies congestionadas una erupción de pústulas o de vesículas que son pronto rasgadas por los roces y dejan escapar su contenido acuoso y amarillento que se concreta en costras negruzcas, sobre todo, en la cara. 
En los casos graves se observan desórdenes respiratorios o cerebrales, fiebre, vértigo. Generalmente, las mucosas participan de la inflamación cutánea, los ojos están legañosos, la erupción pustulosa seguida de ulceración invade la mucosa nasal y la cara interna de los labios. Hay destilación narítica, dificultad de la respiración y de la prehensión de los alimentos. 
En los casos benignos, los animales, inquietos, ejecutan movimientos raros y desordenados con la cabeza y el cuerpo algún tiempo después de su salida de la cuadra. Si se les oculta del sol y del aire libre al ser de nuevo encerrados, desaparecen estos síntomas. 

## Diagnóstico
Se diferencia el fagoprirismo de la sarna sarcóptica por la no contagiosidad de la afección y por la existencia de lesiones mucosas y de desórdenes generales. El muguete es una afección parasitaria de la boca que no se extiende nunca por la piel.